# Tomaspis parambae
Tomaspis parambae är en insektsart som beskrevs av Jacobi 1908. Tomaspis parambae ingår i släktet Tomaspis och familjen spottstritar. Inga underarter finns listade i Catalogue of Life.